# Vitesse d'avance
En usinage, la vitesse d'avance {\displaystyle v_{f}} est une vitesse exprimée en mètre par minute (m/min).
Elle dépend du type d'opération effectuée, de l'outil, de l'état de surface souhaité, etc.
Pour déterminer la vitesse d'avance {\displaystyle v_{f}} en millimètre par minute (mm/min) :
{\displaystyle v_{f}=f_{z}\cdot z\cdot n}

{\displaystyle v_{f}} : vitesse d'avance en m/min

{\displaystyle f_{z}} : avance par dent en m/tr/dent

{\displaystyle z} : nombre de dents de l'outil

{\displaystyle n} : fréquence de rotation en tours par minute (tr/min)

La formule peut s'écrire différemment suivant l'opération d'usinage (tournage, fraisage, perçage, rectification, etc.)